# Rosalind Scott
Pour les articles homonymes, voir Scott.
Rosalind Carol "Ros" Scott, baronne Scott de Needham Market (née le 10 août 1957) est une femme politique britannique qui est membre de la Chambre des lords. La baronne Scott est présidente des libéraux démocrates entre le 1er janvier 2009 et le 31 décembre 2010 et est remplacée par Tim Farron.

## Jeunesse et éducation
Fille de Kenneth Vincent et Carol Leadbeater, elle est née à Bath, Somerset. Son père, un militaire de la RAF, est affecté à l'étranger pendant une grande partie de son enfance, notamment à Chypre et à Singapour. Elle fait ses études à la Whitby Grammar School et à la Kent School, Hostert, en Allemagne. Elle poursuit ses études à l'Université d'East Anglia, où elle obtient un baccalauréat ès arts en études européennes avec l'allemand en 1999.
Scott travaille pour le Passage Day Care Centre et est présidente de l'East Coast Sailing Trust. Elle est également la marraine du Pickerel Environment Project, du Pakenham Water Mill Trust et du Wings of Hope Charity Appeal.

## Carrière politique
Elle est conseillère libérale démocrate dans le Suffolk de 1991 à 2005, représentant Needham Market au Mid Suffolk District Council (1991–94) et Bosmere au Suffolk County Council (1993-2005). Elle occupe un certain nombre de postes au Conseil du comté, notamment chef de groupe dans l'administration conjointe avec le Parti travailliste. Elle est nommée à la direction des transports de l'Association des collectivités locales en 1997, est présidente en 2001 puis vice-présidente de l'organisation. Elle représente le gouvernement local britannique en Europe en tant que membre du Comité des régions de 1997 à 2001 et au sein de la Commission de la mer du Nord.
Le 11 mai 2000, elle est créée pair à vie en tant que baronne Scott de Needham Market, de Needham Market dans le comté de Suffolk.
La baronne Scott siège à de nombreux comités de la Chambre des lords, notamment le comité de liaison national et le comité de communication. Elle siège au Comité mixte sur le projet de loi sur la réforme de la Chambre des lords de juillet 2011 à mars 2012, estimant que la Chambre des lords a besoin d'une réforme majeure. Elle siège actuellement au comité de l'Union européenne et préside son sous-comité de l'énergie et de l'environnement.
En 2008, elle démissionne de son poste de porte-parole libéral démocrate pour les communautés et le gouvernement local pour se concentrer sur sa candidature à la présidence des libéraux démocrates. Le 8 novembre 2008, il remporte le scrutin pour devenir présidente des libéraux démocrates, battant Lembit Öpik par une marge de 72% à 22%. Elle prend ses fonctions de Présidente le 1er janvier 2009. Elle démissionne de son poste de présidente et est remplacée par Tim Farron en 2011.
Lors du 36e Congrès annuel, qui s'est tenu à Budapest, en Hongrie, du 19 au 21 novembre 2015, elle est élue parmi les sept vice-présidents de l'ADLE pour un mandat de deux ans.

## Vie professionnelle
Elle est directrice non exécutive chez Lloyd's Register, Entrust, le régulateur de la taxe sur les décharges et ITV, et est également membre du groupe de réflexion de la Commission for Integrated Transport. Elle est actuellement directrice non exécutive de l'Autorité de Harwich Haven et membre de la Commission des nominations de la Chambre des lords, nommée par les libéraux démocrates.

## Vie privée
Scott est mariée, mais divorce plus tard. Elle a une fille, Sally, et un fils, Jamie. Le 22 avril 2008, elle épouse un collègue libéral démocrate, Mark Valladares.